# Александрова, Ольга Викторовна
О́льга Ви́кторовна Алекса́ндрова (в девичестве — Гришина, род. 17 августа 1952, Москва) — советский и российский лингвист-англист, доктор филологических наук, профессор.

## Биография
Дочь партийного деятеля Виктора Васильевича Гришина (1914—1992), первого секретаря Московского горкома КПСС в 1967—1985 годах и члена Политбюро ЦК КПСС, и врача Ирины (Ираиды) Михайловны Захаровой (1924—2019); сестра историка Александра Гришина (1950—2013). В 1975 году окончила Филологический факультет Московского государственного университета имени М. В. Ломоносова, специализация — английский язык и литература.
В 1976 году защитила кандидатскую диссертацию, тема: «Формы и функции парентетических внесений в современном английском языке», научный руководитель профессор О. С. Ахманова. С того же года работает в МГУ.
В 1982 году защитила диссертацию на соискание ученой степени доктора филологических наук, тема: «Синтаксические диеремы в системе речи».
С 1982 года — заведующая кафедрой английского языкознания Филологического факультета МГУ имени М. В. Ломоносова, в 1987 году присвоено учёное звание профессора по кафедре английского языкознания.
С 1999 года — заместитель декана Филологического факультета МГУ имени М. В. Ломоносова по научной работе.
Председатель экспертного совета по филологии и искусствоведению Высшей аттестационной комиссии при Министерстве науки и высшего образования Российской Федерации (с 2012). В настоящее время входит в состав ВАК РФ

## Научная деятельность
Профессор О. В. Александрова является автором более 200 научных и научно методических работ на русском и английском языках, в том числе восьми монографий, посвященных проблемам грамматики английского языка, когнитивной лингвистики, сопоставительным аспектам английского и русского языков.

### Основные работы
- Принципы сегментации речевого потока (текста) (соавт., 1982),
- Проблемы экспрессивного синтаксиса. На материале английского языка(1984),
- Английский синтаксис. Коллокация, коллигация и речь (соавт., 1987),
- Методика и методология изучения языка (английская филология) (соавт., 1988),
- Методы лингвистических исследований (соавт., 1988),
- Хрестоматия по английской филологии (сост., 1991),
- Современный английский язык для филологов (соавт., 1998),
- Современный английский язык. Морфология и синтаксис (соавт., 1998),
- Современный английский язык для бакалавров (соавт., 2013),
- Английский язык для филологов (соавт., 2016).
- Функциональные аспекты исследования языка и междисциплинарность научного знания: проблемы филологии, культуры, методики преподавания (соавт., 2018).

## Членство в научных организациях
Член Российской ассоциации лингвистов-когнитологов.

## Интересные факты
Артём Михайлович Тарасов так вспоминал общение с дочерью Гришина Ольгой:
Разговоры с Гришиной во время этих встреч ставили меня в неловкое положение и заставляли о многом задуматься.
— Мы наконец получили новый холодильник, — сказала мне как-то Гришина. — И пришлось ждать его целую неделю.
— Наверное, финский, «Розенлев», — вставил я, желая блеснуть осведомлённостью о самых модных тогда покупках.
— Нет, холодильник марки «Филипс», спецзаказ, прямо с фирмы, — сказала Ольга. — Мы собираем всю кухню только этой марки: мебель, кухонный телевизор, видеомагнитофон, печки всякие… Иногда это обходится так дорого. К примеру, за холодильник мы заплатили три тысячи!
— Рублей? — поинтересовался я с ужасом.
— Долларов, конечно, — ответила Гришина.
Что такое доллары, я вообще не знал. Слышал, что так называлась враждебная нам капиталистическая валюта, за которую сажали в тюрьму.
В другой раз я, набравшись наглости, попросил Гришину помочь мне купить в их специальном, как мне казалось, закрытом для общей публики магазине такой же костюм, который был на её муже. Ответ оказался неожиданным и очень поучительным.
— Знаете, Артём, — сказала Гришина, — я уже лет двадцать не была ни в одном магазине в Союзе. У нас есть специальная трёхсотая секция на Кутузовском проспекте. Там нам дают разные западные каталоги. Я их листаю и, если что-нибудь понравится, просто подчёркиваю. А через несколько дней мне всё это приносят…

Я понял, что мы с Гришиной живём на разных планетах и больше мне не стоит задавать таких вопросов.

## Награды
- Премия Ленинского комсомола (1979),
- Премия им. М. В. Ломоносова за педагогическую деятельность (1999),
- Премия Международной федерации ассоциаций преподавателей современных языков при ЮНЕСКО (FIPLV) (2015),
- Заслуженный профессор МГУ (2015),
- Патриаршая Грамота Патриарха Московского и всея Руси (2022)[11]